# Loránd Eötvös
Baron Loránd Eötvös de Vásárosnamény [loránd êtveš] (madžarsko Vásárosnaményi Báró Eötvös Loránd), madžarski fizik, * 27. julij 1848, Budim, Avstrijsko cesarstvo (sedaj Madžarska), † 8. april 1919, Budimpešta, Madžarska sovjetska republika (sedaj Madžarska).
Eötvös je najbolj znan po svojem delu o gravitaciji in površinski napetosti.

## Življenje in delo
Rodil se je v letu madžarske revolucije očetu Józsefu Eötvösu, znanemu pesniku, pisatelju in liberalnemu politiku, ki je bil tedaj član kabineta, in je imel pomembno vlogo v intelektualnem in političnem življenju Madžarske 19. stoletja.
Najprej je študiral pravo, vendar je kmalu presedlal na študij fizike in odšel študirat v tujino v Heidelberg in Königsberg. Po doktoratu je postal univerzitetni profesor v Budimpešti, ter postal eden najpomembnejših tedanjih madžarskih znanstvenikov. Svetovno je postal znan po svojem inovativnem delu o kapilarnosti, nato po svojih eksperimentalnih metodah in obsežnih terenskih raziskavah gravitacije.
Še posebej je pomembno njegovo delo o enakosti težnostne in vztrajnostne mase (šibko načelo ekvivalentnosti) in raziskovanje gravitacijskega gradienta Zemljinega površja. Šibko načelo ekvivalentnosti je pomembno v teoriji relativnosti, njegov poskus pa je leta 1916 navajal Einstein v svojem članku Osnove splošne teorije relativnosti. Meritve gravitacijskega gradienta so pomembne v uporabni geofiziki, na primer pri določevanju lege nahajališč nafte.
Od leta 1886 do svoje smrti je raziskoval in poučeval na Univerzi v Budimpešti, ki se od leta 1950 imenuje po njem (Univerza Loránda Eötvösa).
Pokopan je na Pokopališču Kerepesi v Budimpešti.

## Priznanja
Leta 1883 je postal član Madžarske akademije znanosti, leta 1889 pa njen predsednik.

### Poimenovanja
Po njem se imenuje enota za gravitacijski gradient eotvos v sistemu enot CGS, udarni krater Eötvös na oddaljeni strani Lune in asteroid glavnega pasu 12301 Eötvös.
Po njem se imenuje mineral lorandit TlAsS2.

## Izbrana bibliografija
- ———; Pekár, Dezső; Fekete, Jenő (1922), »Beiträge zum Gesetze der Proportionalität von Trägheit und Gravität«, Annalen der Physik, 373 (9): 11–66, doi:10.1002/andp.19223730903